# Metschnikowiidae
Metschnikowiidae is een familie van sponsdieren uit de klasse van de Demospongiae (gewone sponzen). 

## Geslacht
- Metschnikowia Grimm, 1876